# 32072 Revanur
32072 Revanur este un asteroid din centura principală de asteroizi.

## Descriere
32072 Revanur este un asteroid din centura principală de asteroizi. A fost descoperit pe 7 mai 2000 la Socorro, New Mexico, în cadrul proiectului LINEAR. Asteroidul prezintă o orbită caracterizată de o semiaxă mare de 3,01 ua, o excentricitate de 0,17 și o înclinație de 1,0° în raport cu ecliptica.